# Inganni
Inganni – stacja metra w Mediolanie, na linii M1. Znajduje się na via Angelo Inganni, w Mediolanie i zlokalizowana jest pomiędzy stacjami Primaticcio i Bisceglie. Została otwarta w 1975.